# Карл (Айфель)
Карл (нем. Karl) — община в Германии, в земле Рейнланд-Пфальц.
Входит в состав района Бернкастель-Витлих. Подчиняется управлению Мандершайд. Население составляет 192 человека (на 31 декабря 2010 года). Занимает площадь 10,38 км².